# Like That
Like That es una canción (aunque no fue lanzada como sencillo oficial) del grupo estadounidense The Black Eyed Peas , extraída de su cuarto álbum de estudio Monkey Business. La canción cuenta con la colaboración de John Legend, Cee-Lo, Talib Kweli y Q-Tip. la canción fue difundida junto a un pequeño videoclip para promocionar el álbum Renegotiations: The Remixes.

## Información
La canción fue escrita por will.i.am , Apl.de.ap, Taboo , Kamaal Fared, Talib Kweli , Anthony Newlwy y Leslie Briscusse y producida por will.i.am. "Like that" no cuenta con la aparición de Fergie, solo se puede escuchar su voz de fondo en algunos coros. El video musical sí cuenta con su aparición.
La pista fue lanzada el 3 de enero en EE. UU. para promover el álbum Renegotiations: The Remixes, que incluye esta canción y algunos remixes de Monkey Business. Además fue lanzada como B-Side de Pump It en algunos países de Latinoamérica.
En la Like that se pueden escuchar partes de la canción Who Can I Turn To? (When Nobody Needs Me) de Astrud Gilberto. Además también se utiliza la música de esta canción en toda la estructura de Like that

## Video musical
El sitio web Lunch.com estrenó el 3 de enero de 2006 el videoclip de Like That. Poco después el video también fue lanzado en la cadena musical MTV. En el videoclip se pueden ver a todos los intérpretes de la canción, además también hay una aparición estelar de Fergie aunque no cante ninguna estrofa de la canción. el video se inspira en el estilo grafiti. El video comienza cuando Q-Tip aparece en pantalla y le da al botón de comenzar. Cada unos canta su estrofa encima de un fondo que va cambiando según lo que dicen. Fergie aparece en las partes donde dicen el nombre del grupo Black Eyed Peas , además también aparece en algunas partes cantadas por Cee-Lo. En la parte de abajo de la pantalla se puede ver la palabra más importante de cada frase. El estilo urbano del videoclip es bastante similar a la portada de Monkey Business.